# Daisies
"Daisies" é uma canção da cantora americana Katy Perry do seu sexto álbum de estúdio Smile. Foi lançado em 15 de maio de 2020, pela Capitol Records como o primeiro single oficial do álbum. A música foi veiculada nas rádios dos Estados Unidos nos formatos contemporânea para adultos e pop em 18 de maio e 9 de junho de 2020, respectivamente. Ela co-escreveu a faixa com Jon Bellion, Jacob Kasher Hindlin, Michael Pollack e seus produtores Jordan K. Johnson e Stefan Johnson, do The Monsters & Strangerz. "Daisies" alcançou o top 20 na Croácia e Escócia, além do top 30 na Hungria, Irlanda e Letônia.

## Antecedentes e lançamento
Em 7 de maio de 2020, Perry anunciou através da mídia social que o próximo single do seu sexto álbum, intitulado "Daisies", seria lançado em 15 de maio de 2020. Sua capa também foi publicada naquele dia, com Perry sorrindo em um campo de margaridas amarelas. No dia seguinte, em uma campanha promocional para "Daisies", coincidindo com o Dia das Mães, uma loja de flores digital chamada "Katy's Daisies", que oferece 12 opções gratuitas de buquê multicolorido para "dizer a alguém que você se importa, você os ama, sente falta." ou simplesmente agradecê-los por acreditar em você" foi aberto.
Em uma transmissão ao vivo no Facebook, Perry compartilhou detalhes sobre a música, dizendo: "É uma música para todos os sonhos com os quais vocês estão sonhando e todas as coisas que deseja alcançar".

## Videoclipe
O videoclipe de "Daisies" foi dirigido por Liza Voloshin e lançado em 15 de maio de 2020.

## Apresentações ao vivo
Em 15 de maio de 2020, Perry executou um ensaio despojado de "Daisies" e participou de uma sessão de perguntas e respostas com os fãs da série semanal de apresentações Friday Live da Amazon Music. Ela também apresentou a música no evento "In the House" do Houseparty no mesmo dia. A primeira apresentação televisionada da música ocorreu durante o final da décima oitava temporada do American Idol em 17 de maio de 2020, com Perry descrevendo-a como usando nova tecnologia com realidade aumentada e realidade virtual em uma tela verde. Em 22 de maio de 2020, Perry se apresentará ao vivo no Good Morning America, iniciando a série de concertos Good Morning America's 2020.

## Desempenho nas tabelas musicas
| Tabela musical (2020)                      | Melhor posição |
| ------------------------------------------ | -------------- |
| Bélgica (Ultratip de Flandres)             | 20             |
| Bélgica (Ultratip da Valônia)              | 37             |
| Itália (FIMI)                              | 70             |
| Irlanda (IRMA)                             | 23             |
| Lituânia (AGATA)                           | 46             |
| Escócia (Official Charts Company)          | 4              |
| Suécia (Sverigetopplistan)                 | 10             |
| Reino Unido (UK Singles Chart)             | 37             |
| Estados Unidos (Billboard Adult Pop Songs) | 23             |
| Estados Unidos (Billboard Hot 100)         | 40             |

## Históricos de lançamentos
| Região         | Data                | Formatos                   | Gravadora         | Ref.   |
| -------------- | ------------------- | -------------------------- | ----------------- | ------ |
| Várias         | 15 de maio de 2020  | Download digital streaming | Capitol           | [ 22 ] |
| Austrália      | 15 de maio de 2020  | Rádios mainstream          | Capitol           | [ 23 ] |
| Reino Unido    | 15 de maio de 2020  | Rádios mainstream          | Capitol           | [ 24 ] |
| Itália         | 15 de maio de 2020  | Rádios mainstream          | Universal         | [ 25 ] |
| Estados Unidos | 18 de maio de 2020  | Rádios hot AC              | Capitol           | [ 26 ] |
| Estados Unidos | 2 de junho de 2020  | Rádios mainstream          | Capitol           | [ 27 ] |
| Várias         | 31 de julho de 2020 | Disco de vinil             | Capitol Universal | [ 28 ] |